# Боб Хоскинс
Боб Хоскинс (на английски: Bob Hoskins), е британски филмов и театрален актьор, носител на награда на БАФТА, „Златен глобус“ и награда „Еми“. Номиниран е за награди „Оскар“, „Сатурн“ и „Сателит“.

## Биография
Боб Хоскинс е роден на 26 октомври 1942 г.в градчето Бери Сейнт Едмъндс, графство Съфолк в източна Англия. Майка му — Елзи Лилиън е готвачка и учителка в детски ясли. Баща му — Робърт Уилям Хоскинс-старши е деловодител и шофьор на камион. Една от бабите на Хоскинс е с цигански произход. Баща му има уклон към комунистическите идеи поради което възпитава сина си като атеист. Боб описва себе си като агностик. През 1967 година, когато е 25-годишен, той прекарва кратък период в кибуца Зиким в Израел – малко селище създадено от селскостопанска комуна.

### Кариера
Според допълнителните материали към специалното издание на филма „Кой натопи Заека Роджър“, началото на кариерата му започва в един пъб, наслаждавайки се на бирата си, когато някой се приближава и му подхвърля да се качи на горния етаж, където се провеждало прослушване за някаква пиеса. Хоскинс послушва съвета и печели ролята. Преди този ден, актьорската кариера е била последното нещо с което е мислил, че ще се занимава.
След старта на актьорската му кариера на лондонската сцена в края на 1960-те, Боб Хоскинс привлича вниманието върху себе си с участието в телевизионния сериал на ББС - Pennies from Heaven (1978). Изключителните изпълнения в Дългият прекрасен Петък (1980) и Мона Лиза (1986) окончателно затвърждават репутацията му на един от най-добрите типажни британски актьори. През 1985 година, Хоскинс добавя комични щрихи появявайки се в шедьовъра на Тери Гилиъм - Бразилия.
Режисьорът Браян Де Палма е ангажирал Хоскинс, като резервен вариант в случай, че Робърт Де Ниро не успее да поеме ролята на Ал Капоне във филма Недосегаемите (1987). След като Де Ниро все пак изиграва ролята, Де Палма изпраща на Хоскинс писмо с благодарност за търпението и чек за 20 000 британски лири. С характерното си чувство за хумор, Боб Хоскинс му се обажда да благодари и да каже, че е на разположение за всички проекти на режисьора в които не искат да участва. 
Първото му по-широко представяне пред американската публика става с филма Кой натопи Заека Роджър (1988), за който получава втората си номинация за награда „Златен глобус“. Сред другите му забележителни роли са в Морски сирени (1990), където си партнира с Шер и Уинона Райдър; в Хук (1991) на Стивън Спилбърг и Госпожа Хендерсън представя (2005), където играе заедно с Джуди Денч и получава поредна номинация за „Златен глобус“.
Изпълненията му в британски филми като: The Long Good Friday (1980) и Mona Lisa (1986) му спечелват голяма популярност и широко одобрение на критиката, както и награди „Златен глобус“, БАФТА и номинация за „Оскар“.
Боб Хоскинс умира на 29 април 2014 г. след усложения при пневмония.

## Избрана филмография
| година | филм                        | оригинално заглавие         | роля                 | режисьор            | бележки                                                        |
| ------ | --------------------------- | --------------------------- | -------------------- | ------------------- | -------------------------------------------------------------- |
| 1980   | Дългият прекрасен Петък     | The Long Good Friday        | Харолд               | Джон Маккензи       | номинация за БАФТА                                             |
| 1982   | Пинк Флойд Стената          | Pink Floyd The Wall         | рокендрол импресарио | Алън Паркър         |                                                                |
| 1983   | Почетният консул            | The Honorary Consul         | полковник Перес      | Джон Маккензи       | номинация за БАФТА                                             |
| 1984   | Котън клуб                  | The Cotton Club             | Оуни Маден           | Франсис Форд Копола |                                                                |
| 1985   | Бразилия                    | Brazil                      | Спуур                | Тери Гилиъм         |                                                                |
| 1986   | Мона Лиза                   | Mona Lisa                   | Джордж               | Нийл Джордан        | награди – БАФТА, „Златен глобус“, „Кан“ и номинация за „Оскар“ |
| 1988   | Кой натопи Заека Роджър     | Who Framed Roger Rabbit     | Еди Валиант          | Робърт Земекис      | номинация за „Златен глобус“                                   |
| 1990   | Морски сирени               | Mermaids                    | Лу Ландски           | Ричард Бенджамин    |                                                                |
| 1991   | Хук                         | Hook                        | Смий                 | Стивън Спилбърг     |                                                                |
| 1995   | Никсън                      | Nixon                       | Едгар Хувър          | Оливър Стоун        |                                                                |
| 1998   | Братовчедката Бет           | Cousin Bette                | Цезар Кревъл         | Дес МакАнуф         |                                                                |
| 2001   | Враг пред портата           | Enemy at the Gates          | Никита Хрушчов       | Жан-Жак Ано         |                                                                |
| 2002   | Петзвезден романс           | Maid in Manhattan           | Лионел Блок          | Уейн Уонг           |                                                                |
| 2005   | Госпожа Хендерсън представя | Mrs Henderson Presents      | Вивиан Ван Дам       | Стивън Фриърс       | номинация за „Златен глобус“                                   |
| 2005   | Остани                      | Stay                        | д-р Леон Патерсън    | Марк Форстър        |                                                                |
| 2012   | Снежанка и ловецът          | Snow White and the Huntsman | Мюр                  | Рупърт Сандърс      |                                                                |

## Награди и Номинации
Награди на Американската Филмова Академия „Оскар“ (САЩ):
- 1987 година — Номинация за най-добър актьор в главна роля за Мона Лиза

Награди „Златен глобус“(САЩ):
- 1987 година — Награда за най-добър актьор в главна роля за Мона Лиза

- 1989 година — Номинация за най-добър актьор в главна роля за Кой натопи заека Роджър
- 2006 година — Номинация за най-добър актьор в поддържаща роля за Госпожа Хендерсън представя

Награди БАФТА (Великобритания):
- 1987 година — Награда за най-добър актьор в главна роля за Мона Лиза

- 1982 година — Номинация за най-добър актьор в главна роля за Дългият прекрасен Петък
- 1984 година — Номинация за най-добър актьор в поддържаща роля за Почетният консул

Филмов фестивал Кан (Франция):
- 1986 година — Награда за най-добър актьор в главна роля за Мона Лиза